# Laura San Giacomo
Laura San Giacomo (født 14. november 1962) er en amerikansk skuespiller, bedst kendt for sine roller i filmene Sex, løgn og video (1989) og Pretty Woman (1990), samt for tv-serien Just Shoot Me!, hvor hun spillede rollen som Maya Gallo i 149 episoder (1997-2003).